# Летов, Егор

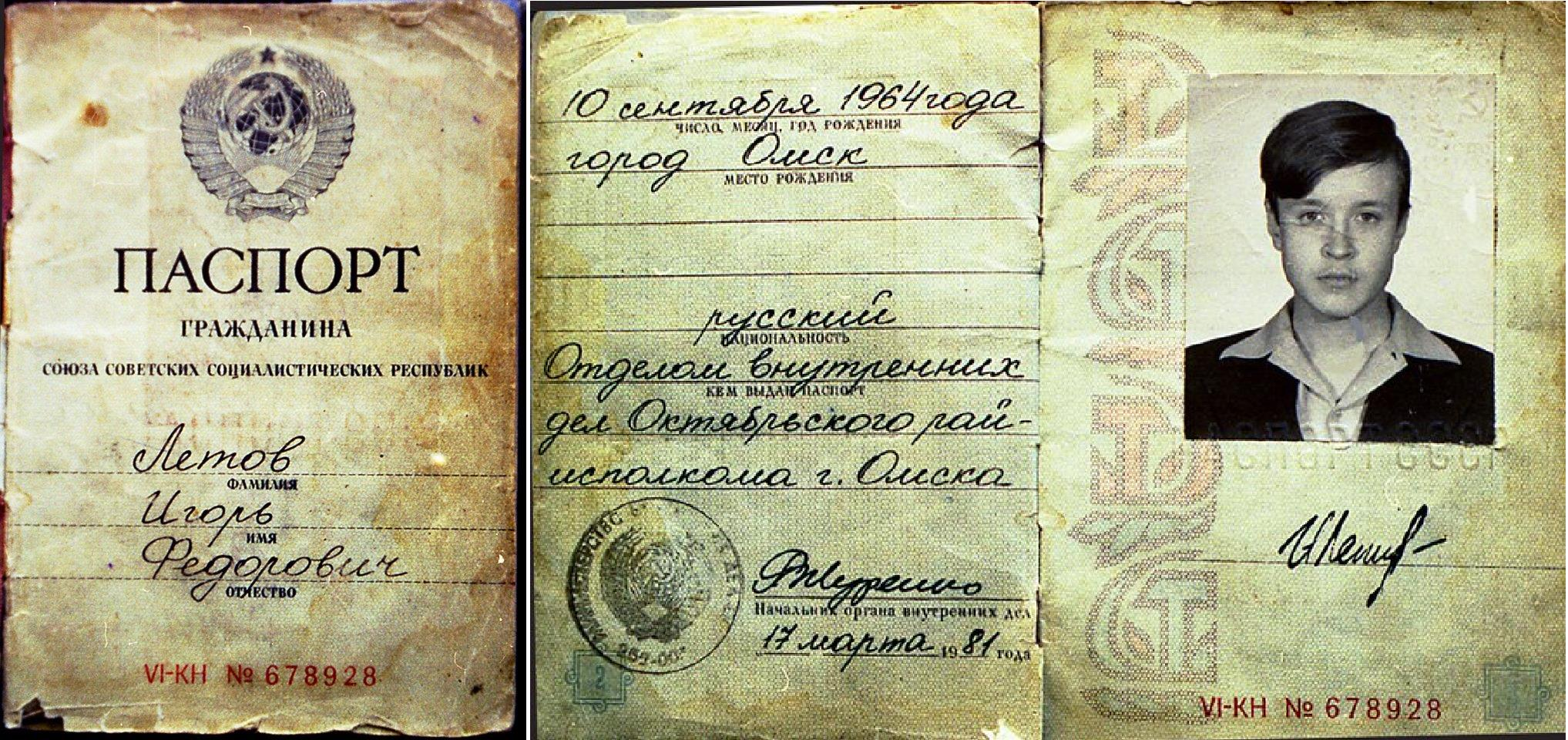
Паспорт VI-КН № 678928, 17 марта 1981 года

Его́р Ле́тов (настоящее имя — И́горь Фёдорович Ле́тов; 10 сентября 1964, Омск, СССР — 19 февраля 2008, Омск, Россия) — советский и российский музыкант, певец, поэт, звукорежиссёр, художник-оформитель, коллажист. Основатель, лидер и единственный постоянный участник группы «Гражданская оборона»; также известен по музыкальным проектам «Егор и Опизденевшие», «Коммунизм» и другим. Младший брат музыканта-саксофониста Сергея Летова.
Летова называют музыкальной легендой и одной из ключевых фигур сибирского андеграунда. Посмертно Летов был неоднократно назван «крёстным отцом», «патриархом» русского панк-рока и одним из самых влиятельных представителей панк-движения в России.
Помимо музыки Летов занимался политической деятельностью, меняя свои политические взгляды от анархического отвержения советского строя в конце 1980-х до национал-коммунизма в начале 1990-х. Вместе с Эдуардом Лимоновым и Александром Дугиным принимал участие в создании скандально известной Национал-большевистской партии, позже запрещённой на территории России. Отказался от участия в этой организации из-за личных разногласий и расхождения по вопросу поддержки Геннадия Зюганова на президентских выборах 1996-го года, но не сдавал партбилет. В последние годы жизни полностью дистанцировался от участия во всякой политической деятельности, чётко обозначив при этом своё неприятие любых форм и проявлений тоталитаризма.

## Биография

### До начала музыкальной карьеры
Родился 10 сентября 1964 года в Омске. Мать — Тамара Георгиевна Летова (Мартемьянова) (1935—1988), отец — Фёдор Дмитриевич Летов (1926—2018) — военный, в 1990-х — секретарь райкома КПРФ в Омске, брат — музыкант, саксофонист, импровизатор Сергей Летов (род. 1956).
25 мая 1982 года Егор Летов окончил 10-й класс школы № 45 Омска. После школы переехал к брату в Подмосковье (пос. Красково Люберецкого района) и поступил в московское строительное ПТУ, однако весной 1983 года был отчислен за прогулы и неуспеваемость и к 1984 году вернулся в Омск. После отчисления некоторое время работал художником портретов Ленина для стендов наглядной агитации (Омский шинный завод, Омский моторостроительный завод им. Баранова), дворником и штукатуром на стройке.

### 1980-е
Егор Летов занялся музыкальной деятельностью в начале 1980-х годов в Омске, сформировав в 1982 году вместе с Андреем «Боссом» Бабенко рок-группу «Посев», названную в честь общественно-политического журнала НТС.
Первое выступление Летова (на бас-гитаре) состоялось 13 ноября 1983 года в общежитии МИФИ, в составе импровизационного ансамбля Сергея Курёхина Crazy Music Orchestra.
8 ноября 1984 года Летов и Кузя УО создают рок-группу «Гражданская оборона», также известную под аббревиатурами «Гр.Об» и «Г.О». Эту же аббревиатуру Егор Летов использовал для названия своей домашней студии («ГрОб-Records»). В связи с монополистским положением звукозаписывающей фирмы «Мелодия» многие музыканты в то время были вынуждены записывать музыкальные произведения в квартирных условиях. В их числе и Егор Летов. В дальнейшем, уже после распада Советского Союза, эта практика была продолжена, все альбомы «Гражданской Обороны» были записаны в домашней студии «ГрОб-рекордс».
«Гражданская оборона» становится популярной за пределами Сибири. В конце 1985 года с группой началась борьба со стороны властей. КГБ «взяло в разработку» Егора Летова и группу «Гражданская Оборона». В результате осенью 1985 года Летова отправили на принудительное лечение в психбольницу. По словам самого Егора Летова, ему был поставлен диагноз «вялотекущая шизофрения». По словам Сергея Летова, у Егора был диагностирован суицидальный синдром. В психиатрической больнице Летов пробыл с 8 декабря 1985 по 7 марта 1986 года. В своей биографии Летов так описывает этот период:

Я находился на «усиленном обеспечении», на нейролептиках. До психушки я боялся того, что есть некоторые вещи, которых человек может не выдержать. На чисто физиологическом уровне не может. Я полагал, что это будет самое страшное. В психушке, когда меня начали накачивать сверхсильными дозами нейролептиков, неулептилом — после огромной дозы неулептила я даже временно ослеп — я впервые столкнулся со смертью или с тем, что хуже смерти. Это лечение нейролептиками везде одинаково, что у нас, что в Америке. Всё начинается с «неусидчивости». После введения чрезмерной дозы этих лекарств типа галоперидола человек должен мобилизовать все свои силы, чтобы контролировать своё тело, иначе начинается истерика, корчи и так далее. Если человек ломается, наступает шок; он превращается в животное, кричащее, вопящее, кусающееся. Дальше следовала по правилам «привязка». Такого человека привязывали к кровати, и продолжали колоть, пока у него не перегорало «по полной». Пока у него не возникало необратимого изменения психики. Это подавляющие препараты, которые делают из человека дебила. Эффект подобен лоботомии. Человек становится после этого «мягким», «покладистым» и сломанным на всю жизнь. Как в романе «Полёт над гнездом кукушки».
В какой-то момент я понял — чтобы не сойти с ума, я должен творить. Я целый день ходил и сочинял: писал рассказы и стихи. Каждый день ко мне приходил «Манагер», Олег Судаков, которому я передавал через решётку всё, что написал.

Его брат пустил слух, что собирается, если Егора не выпустят, устроить пресс-конференцию, позвать зарубежных журналистов и заявить, что перестройки нет, а музыкантов запирают в психушках просто так. После этого Летова выпустили.
В 1987—1989 годах Егором Летовым и его соратниками был записан целый ряд альбомов «Гражданской обороны»: «Красный альбом», «Хорошо!!», «Мышеловка», «Тоталитаризм», «Некрофилия», «Так закалялась сталь», «Боевой Стимул», «Всё идёт по плану», «Песни радости и счастья», «Война», «Армагеддон-Попс», «Здорово и вечно», «Русское поле экспериментов». В те же годы записывались альбомы проекта «Коммунизм» (в составе: Егор Летов, Константин Рябинов, Олег «Манагер» Судаков), началось сотрудничество Летова и Янки Дягилевой.
После Новосибирского рок-фестиваля (апрель 1987 года) Летова захотели во второй раз засадить в психиатрическую больницу, и он, оказавшись в розыске, до ноября 1987 года вёл жизнь «системщика-хиппи», путешествуя с Янкой и Лукичём поездами и автостопом по УССР и РСФСР. В автобиографии сказано: «В конце концов, благодаря усилиям моих родителей розыск прекратили и меня оставили в покое — к тому же начинался новый этап „перестройки“, и диссиденты уже никому не были нужны. Помимо того, я уже был широко известен, давал постоянно концерты».
Несмотря на полуподпольность существования музыкантов и «ГрОб-студии», к концу 1980-х и особенно в начале 1990-х годов они получили широкую известность в СССР, преимущественно в молодёжных кругах; по некоторым оценкам поклонниками группы стали сотни тысяч человек. По оценкам критиков, творчество Летова отличается мощной энергетикой и подачей материала, необычным, самобытным звуком, живым и простым ритмом, нестандартными текстами, своеобразной грубоватой и вместе с тем изысканной поэзией и языком. В качестве коллективов, близких ему по духу и оказавших определённое влияние на звучание Гражданской Обороны в разное время, Летов называл американский гаражный рок 1960-х (бывший его любимым музыкальным направлением): The Monks и The Sonics, группы Love, Sonic Youth, Butthole Surfers, ранние Pink Floyd (до ухода Барретта), творчество Боба Дилана, Нила Янга, Кима Фоули, Дженезиса Пи-Орриджа и Майкла Джиры, и множество других коллективов и исполнителей, преимущественно в стилях психоделического и экспериментального рока, панка и постпанка.

### 1990-е
В начале 1990-х годов Егором Летовым, к тому времени прекратившим концертную деятельность «Гражданской обороны» и объявившем о роспуске группы, в рамках психоделического проекта «Егор и Опизденевшие» записаны альбомы «Прыг-скок» (1990) и «Сто лет одиночества» (1992), являющиеся одними из наиболее популярных его альбомов. В 1993 году Летов вновь собрал «Гражданскую оборону» для концертной и студийной деятельности. В этот же период он стал одним из лидеров национал-коммунистического рок-движения «Русский прорыв», вёл активную гастрольную деятельность. В 1994—1998 годах Егор Летов поддерживал Национал-большевистскую партию и имел партбилет с № 4. В 1999 году отправился в тур в поддержку Виктора Анпилова на выборах в Госдуму.
В 1995—1996 годах Егор Летов записал ещё два альбома: «Солнцеворот» и «Невыносимая лёгкость бытия», вновь в составе группы «Гражданская оборона». Оба альбома были выпущены в 1997 году.
В середине 1990-х Летов планировал экранизировать роман Хулио Кортасара «Игра в классики», но позже отказался от этой идеи. Он объяснял, что съёмка кино — дело очень тонкое и сложное, а метод «гаражного кино» ему не был близок.

### 2000-е
В 2002 году вышел альбом «Гражданской обороны» «Звездопад», целиком составленный из известных советских песен в авторском прочтении Егора Летова, а также выпущен альбом «Егора и Опизденевших» «Психоделия Tomorrow». В феврале 2004 года Егор Летов официально открестился от любых, в том числе националистических, политических сил. В 2004—2005 годах вышли два новых альбома группы — «Долгая счастливая жизнь» и «Реанимация» (заглавная песня написана во время нахождения Егора Летова в реанимации), появление которых вызвало новую волну интереса к «Гражданской обороне», как среди широкой публики, так и в прессе. В этот период Летов сотрудничал с Сергеем Удальцовым и его женой Анастасией, которые занимались организацией концертов для группы. Тогда же появились переиздания альбомов «Солнцеворот» и «Невыносимая лёгкость бытия», которые были пересведены и выпущены под новыми названиями «Лунный переворот» и «Сносная тяжесть небытия» соответственно. 9 мая 2007 года вышел альбом «Зачем снятся сны?», ставший последним альбомом группы. Впоследствии этот альбом был назван Егором Летовым лучшим.
Егор Летов и его группа несколько раз встречали сопротивление со стороны властей Эстонии (отказано в получении визы без комментариев со стороны МИД) и Латвии.
Последний концерт «Гражданской обороны» состоялся 9 февраля 2008 года в Екатеринбурге. Этот концерт снимался местной телекомпанией.

### Смерть
Егор Летов скоропостижно скончался в Омске 19 февраля 2008 года в 16:57 по местному времени на 44-м году жизни. По первоначальной версии, причиной смерти стала остановка сердца, хотя позже появилась другая версия: острая дыхательная недостаточность, развившаяся от отравления алкоголем (по некоторым сведениям, Летов в последние месяцы жизни злоупотреблял им). На сайте «Гражданской обороны» было указано, что Летов умер от остановки сердца. Похоронен 21 февраля 2008 года в Омске на Старо-Восточном кладбище, рядом с могилой матери.

## Личная жизнь
Во второй половине 1980-х годов возлюбленной Егора Летова была Яна Дягилева (погибла в 1991 году). С 1991 по 1997 год Летов жил с подругой Яны и участницей записи его некоторых альбомов, Анной Волковой. В 1997 году Летов женился на Наталье Чумаковой, которая также вошла в состав «Гражданской обороны» в качестве бас-гитаристки.

## Память

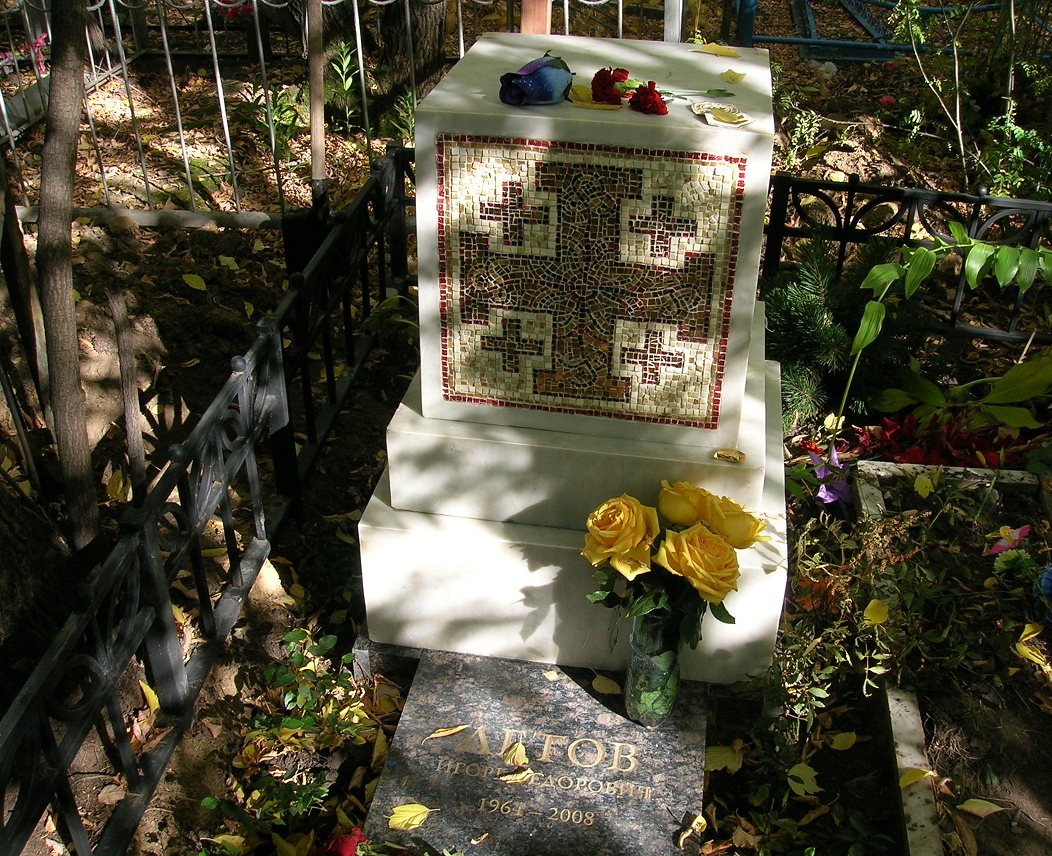
Памятник на могиле Егора Летова, сентябрь 2010 года

Летом и осенью 2008 года в Новосибирске, Барнауле и Нижнем Новгороде прошла выставка коллажей и арт-объектов «Коммунизм-арт», выполненных Егором Летовым, Олегом Судаковым и Константином Рябиновым.
В 2009 году началось издание трёхтомника стихов Егора Летова «Автографы. Черновые и беловые рукописи». Осенью 2009 года увидел свет первый том, а в августе 2011 года — второй том «Автографов». Третий том вышел осенью 2014 года.
10 сентября 2010 года на могиле Егора Летова, по инициативе его вдовы Натальи Чумаковой, был установлен памятник-надгробие, представляющий собой мраморный куб, на котором изображён «Вселенский» крест первых христиан, называемый также иерусалимским крестом, однако в науке считается, что впервые такой крест использовали в XI веке, он был популярен во время крестовых походов, более древним же является греческий крест в его составе. В его изготовлении и установке приняли участие Елена Веремьянина, Сергей Соколков, Юрий Щербинин, Евгений Козлов, Константин Вдовин, Николай Лепихин и Михаил Воронько. Сам Егор в качестве нательного креста носил именно такой. Памятник был создан за счёт пожертвований поклонников Егора Летова и «Гражданской обороны».
20 ноября 2014 года вышел документальный фильм Натальи Чумаковой «Здорово и вечно» о Егоре Летове.
19 декабря 2015 в Омске, в фойе кинотеатра «Слава», состоялась торжественная церемония открытия звезды на «Аллее звёзд». Было увековечено имя советского и российского поэта и рок-музыканта, основателя и лидера группы «Гражданская оборона» Егора Летова.
11 февраля 2018 года в Омской филармонии состоялся трибьют-концерт «Симфооборона» в исполнении Омского академического симфонического оркестра. Одному из музыкантов для наибольшего сходства нарастили волосы и бороду.
19 февраля, в 10-ю годовщину смерти Летова, запись концерта вышла в эфир «12 канала».
В 2018 году в честь Егора Летова был назван открытый на севере Вьетнама вид жуков-пилоусов Augyles letovi.
В 2018 году имя Егора Летова номинировалось на присвоение Омскому аэропорту, однако не прошло во второй тур, хотя лидировало. Несмотря на это, имя его всё же было присвоено частному аэродрому в селе Поповка Омской области. Однако в июле 2019 года аэродром был закрыт по решению суда.
В 2019 году руководство Омского государственного литературного музея им. Ф. М. Достоевского приняло решение о формировании фонда Егора Летова. 9 сентября 2019 года в музее была открыта выставка, посвящённая 55-летию музыканта, по окончании которой наиболее интересные экспонаты вошли в созданный в музее фонд Егора Летова.
10 сентября 2019 года вышел посвящённый 55-летию со дня рождения Летова трибьют-альбом под названием «Без меня», в записи которого приняли участие 27 исполнителей и музыкальных групп.
В августе 2021 года именем Егора Летова назван сухогруз NS Energy, зарегистрированный в судоходном реестре Либерии. Однотипный с ним NS Yakutia был переименован новым оператором в Viktor Tsoy.
В 2022 году вышел художественный фильм «На тебе сошёлся клином белый свет», посвящённый последнему дню жизни фактической жены Летова Янки Дягилевой. Роль Егора Летова исполнил актёр Максим Козлов.
25 января 2022 года вышла игра Serious Sam: Siberian Mayhem, сделанная русской студией Timelock Studio совместно с Croteam, где один из персонажей (Игорь Ледов) является отсылкой к Егору Летову, в том числе персонаж тоже умеет играть на гитаре и имеет характерную внешность. Также, первый уровень игры называется «Вечность пахнет нефтью», что, скорее всего, является отсылкой на слова песни «Русское поле экспериментов».
В конце 2024 года вышло интервью брата Егора Летова, Сергея — «Жизнь и искусство как борьба. Сергей Летов говорит о младшем брате. К 40-летию рок-группы».
В клубе-музеё «Котельная Камчатка» в Санкт-Петербурге регулярно проводятся трибьют-концерты памяти Егора Летова.

## Факты
- Neil Young — Heart of Gold

- Одно из самых коротких стихотворений, написанных Летовым, состоит из трёх строк. Сам автор высоко его ценил.

Когда я умер,
Не было никого,
Кто бы это опроверг.— 10.04.1988.
- Вершиной собственного творчества Егор Летов считал одну из своих самых мрачных, масштабных и сложных песен, полную аллюзий 14-минутную «Русское поле экспериментов». Знаменитая фраза «Вечность пахнет нефтью», по словам самого Летова — переделанная цитата из Бертрана Рассела (в оригинале — «Во всей вселенной пахнет нефтью», изложение идей Уильяма Джеймса) из «Истории западной философии», глава XV[87]. Также в числе своих любимых собственных песен Летов называл «Офелию» и «Всё как у людей».
- Самыми любимыми и почитаемыми Летовым писателями были Фёдор Достоевский, Андрей Платонов, Алексей Скалдин, Варлам Шаламов, Генри Миллер, Хантер С. Томпсон, Кобо Абэ, Рюноскэ Акутагава, Кэндзабуро Оэ, Оскар Уайлд, Франц Кафка, Стругацкие, Станислав Лем, Рей Бредбери, Герберт Уэллс, Пол Андерсон, Генри Каттнер, Клиффорд Саймак, Джек Керуак, Борис Акунин, Уильям Голдинг, Даниэль Пеннак, Ирвин Уэлш, Сэлинджер, Эдгар По, Ильф и Петров, Леонид Андреев, Кнут Гамсун, «Маркес-Борхес-Кортасар» и некоторые другие[88]. В творчестве Летова прослеживаются неоднократные отсылки к произведениям разных писателей, альбом «Сто лет одиночества» отсылает к одноимённому роману Маркеса, альбом «Так закалялась сталь» — к роману «Как закалялась сталь» Островского, песня «Один день Ивана Денисовича» — к одноимённому рассказу Солженицына, альбом «Невыносимая лёгкость бытия» — к одноимённому роману Милана Кундеры, песня «Красный смех» (которую написал Роман Неумоев) — к одноимённому рассказу Леонида Андреева.
- Своими любимыми режиссёрами Летов называл Масаки Кобаяси, Робера Брессона, Теодороса Ангелопулоса, Такэси Китано, Андрея Тарковского, Карела Земана, Вернера Херцога, Йоса Стеллинга, Киру Муратову, Джима Джармуша, Сергея Параджанова, Микеланджело Антониони, Ингмара Бергмана и Юрия Норштейна[49].
- Наиболее чтимыми собой поэтами XX века Летов назвал Владимира Маяковского, Александра Введенского и Алексея Кручёных[89]. Из зарубежных авторов Летов выделял Уильяма Блейка, Дилана Томаса, Эриха Фрида, Георга Тракля и Бруно Шульца[90], а из поэтов-музыкантов высоко ценил Артура Ли из Love[37], Марка Смита из The Fall[38] и Боба Дилана[38].
- Егор Летов называл себя «христианином всех религий», также рассказывал о своём «самокрещении» на Иордане[91].
- Летов был болельщиком футбольного ЦСКА, о чём говорил в разговоре с поклонниками на сайте группы[92]. В другом интервью Летов рассказывал, что с детства занимался футболом и играл на позиции полузащитника, а за ЦСКА болели его родители и родственники; в то же время сам Летов симпатизировал в 1990-е годы и «Алании». Также он рассказывал, что в 1990 году на чемпионате мира болел за Камерун, а в 1994 году за Нигерию, утверждая, что эти страны и сборные ещё тогда «не испоганил мир денег». Также он болел за «Челси» (при том, что его жена Наталья была болельщицей «МЮ»), объясняя это тем, что впервые в истории российского бизнеса появился человек, который «создал реально нечто великое практически на пустом месте и сразу»[93].
- Общественный строй СССР времён правления Леонида Брежнева Летов характеризовал как государственный капитализм, не имеющий никакого отношения к коммунизму[94].
- Согласно результатам генетического теста, Летов носитель Y-гаплогруппы I1-Y6340[95]

## Дискография
См. также дискографии проектов, в которых участвовал Егор Летов: Посев, Гражданская оборона, Коммунизм, Егор и опизденевшие и др.
Общая численность композиций (включая кавер-версии, инструментальные произведения, аудиомонологи и аудиоколлажи проекта «Коммунизм»), сделанных Егором Летовым и его соратниками, составляет не менее 1153 записей, автором подавляющего большинства этих вещей является сам Егор Летов. Ниже представлена дискография:

### Сольные альбомы
- Русское поле эксперимента (акустика, Егор Летов) — (CDMAN020-98, запись Сергея Фирсова, декабрь 1988 года), переиздан в 2005.
- Вершки и корешки — 1989, переиздавался в 2005, 2006, 2016.
- Всё как у людей — 1989, переиздавался в 2001, 2005, 2006, 2016.

### Live-альбомы
- Концерт в городе-герое Ленинграде (акустика, Егор Летов) — 02.06.1994 (CDMAN003-96, запись Сергея Фирсова в ЛДМ, 1994 год), переиздавался в 2000х.
- Егор Летов, концерт в ДС «Крылья Советов» — 1997 (видео)
- Егор Летов, концерт в рок-клубе «Полигон» (СПб) — 1997 (только на магнитной ленте)
- Братья Летовы (с Сергеем Летовым), Запись с концерта в «Проекте О. Г. И.». Песни Е. Летова, Коммунизм, ДК. — 2002
- Егор Летов, ГО, Лучшее (сборник концертных треков с Питерских концертов в Полигоне) — 2003
- Апельсин. Акустика — 2006, переиздавался в 2011.
- Праздник кончился — 2018, издан лейблом ВЫРГОРОД.
- Мёртвый сезон — 2020, издан лейблом ВЫРГОРОД.
- Перекрёсток — 2025, издан лейблом Imker Music[97].

### Сборник
- Музыка весны — 1994, переиздавался в 1996 и 2022[98].

### Бутлеги
- «Песни в пустоту» (акустика с Е. Филатовым) — осень 1986, переиздавался в 2018.

### Видео
- Концерт в городе-герое Ленинграде (акустика, Егор Летов) — 1994
- Егор Летов, концерт в д/с «Крылья Советов», Москва 16.05.97 + интервью — 1997

### Прочие проекты
- «Поп-механика» (1984)
- «Западъ» (1984)[99]
- «Пик Клаксон» (1986—1987)
- «Адольф Гитлер» (1986)
- «Путти» (1986/1987)[100]
- «Кайф» (1986/1987)[101]
- «Оркестр лёгкой и популярной музыки им. Ярослава Гашека» (1986/1987)[102]
- «Инструкция по обороне» (1987)[103]
- Янка (1988—1989, 1991)
- «Пограничный отряд гражданской обороны» (П. О. Г. О.) (1988)[104]
- «Спинки мента» (1988)
- «Чёрный Лукич» (1988)
- «Враг народа» (1988)[105]
- «Великие Октябри» (1988, 1989)
- «Тина» (1988)[106]
- «Ассоциация Пых» (1988)[107]
- «Кооператив Ништяк» (1988)
- «Анархия» (1988)
- Кузя УО (1989)[108]
- «Армия Власова» (1989)
- «Цыганята и я с Ильича» (1989—1990)
- «Христосы на паперти» (1990, 1999)
- «Егор и Опизденевшие» (1993, 1999)
- Махно (1997)[109]

## Оборудование
На ранних этапах творчества «ГО» музыкант использовал аналоговый гитарный эффект «Спектр-4», гитары Musima Eterna и Musima 1655HV, бас-гитару «Орфей» (болгарская копия Hofner 500/1 bass), микрофон МКЭ-9. На более поздних (с начала 1990-х годов) — гитарную педаль Venta PE-12, гитары Epiphone, Rickenbacker.